# Roslinda Samsu
Roslinda Samsu (ur. 9 czerwca 1982 w Padang Terap) – malezyjska lekkoatletka specjalizująca się w skoku o tyczce.

## Osiągnięcia
- srebrny medal mistrzostw Azji juniorów (Bandar Seri Begawan 2001)
- srebro igrzysk azjatyckich (Doha 2006)
- trzy medale halowych mistrzostw Azji
  - Teheran 2004 – srebro
  - Ad-Dauha 2008 – srebro
  - Teheran 2010 – złoto
- 2 medale mistrzostw Azji
  - Inczon 2005 – brąz
  - Amman 2007 – złoto
- medalistka regionalnych imprez sportowych m.in. igrzysk południowoazjatyckich
- międzynarodowa mistrzyni Tajlandii (2002), Singapuru (2008) Tajwanu (2007, 2009) oraz Belgii (2010)
- wielokrotna mistrzyni i rekordzistka kraju

W 2008 Samsu reprezentowała Malezję podczas igrzysk olimpijskich w Pekinie. 16. miejsce w eliminacjach nie dało jej awansu do finału.

## Rekordy życiowe
- skok o tyczce – 4,40 (2006), rekord Malezji
- skok o tyczce (hala) – 4,23 (2008), rekord Malezji